# Raymond Manna
Raymond Manna est un bassiste français né en 1952, fondateur puis manager du groupe Trust, puis manager de Warning.